# 善阐府
善阐府，善又作鄯。中国古代的府。
南诏劝（券）丰祐时置，为善阐节度驻地。治所在今云南省昆明市旧城南关外。建极元年（860年）改为上都。大理国时复为善阐府，为大理段氏八府之一。辖境相当今云南省昆明市及易门、宜良、禄丰、嵩明等县地。元宪宗五年（1255年）改置善阐万户府，辖境缩小，至元七年（1270年）改为善阐路，十三年改名中庆路。 